# František Čermák
František Čermák (Valtice, 14 november 1976) is een voormalig tennisspeler uit Tsjechië. Hij speelt veelal in het herendubbeltoernooi, samen met zijn landgenoot Leoš Friedl.
In 2013 won hij aan de zijde van landgenote Lucie Hradecká Roland Garros in het gemengd dubbelspel.

## Palmares
| Legenda                       | Legenda               |
| ----------------------------- | --------------------- |
| Grand Slam                    |                       |
| Olympische Spelen             |                       |
| tot 2009                      | vanaf 2009            |
| Tennis Masters Cup            | ATP Finals            |
| ATP Masters Series            | ATP Tour Masters 1000 |
| ATP International Series Gold | ATP Tour 500          |
| ATP International Series      | ATP Tour 250          |

| Nr.                          | Datum           | Toernooi     | Ondergrond | Partner           | Tegenstanders in finale      | Score            | Details |
| ---------------------------- | --------------- | ------------ | ---------- | ----------------- | ---------------------------- | ---------------- | ------- |
| Gewonnen finales herendubbel |                 |              |            |                   |                              |                  |         |
| 1.                           | 18 juni 2011    | ATP Rosmalen | Gras       | Daniele Bracciali | Robert Lindstedt Horia Tecău | 6-3, 2-6, [10-8] | Details |
| Verloren finales herendubbel |                 |              |            |                   |                              |                  |         |
| 1.                           | 24 juli 2011    | ATP Hamburg  | Gravel     | Filip Polášek     | Oliver Marach Alexander Peya | 4-6, 1-6         | Details |
| 2.                           | 14 januari 2012 | ATP Auckland | Hardcourt  | Filip Polášek     | Oliver Marach Alexander Peya | 3-6, 2-6         | Details |

## Prestaties Grand Slam, dubbelspel
| Legenda | Legenda                          |
| ------- | -------------------------------- |
| g.t.    | geen toernooi gehouden           |
| l.c.    | lagere categorie                 |
| –       | niet deelgenomen                 |
| G       | uitgeschakeld in de groepsfase   |
| 1R      | uitgeschakeld in de eerste ronde |
| 2R      | uitgeschakeld in de tweede ronde |
| 3R      | uitgeschakeld in de derde ronde  |
| 4R      | uitgeschakeld in de vierde ronde |
| KF      | uitgeschakeld in de kwartfinale  |
| HF      | uitgeschakeld in de halve finale |
| F       | de finale verloren               |
| W       | het toernooi gewonnen            |
| w-v     | winst/verlies-balans             |

| Grandslamtoernooien   |      |      |      |     |      |      |      |     |      |      |      |     |      |        |
| Australian Open       | 2R   | 1R   | 2R   | 3R  | 1R   | 2R   | 3R   | 3R  | 2R   | 1R   | 1R   | 3R  | 1R   | 12-13  |
| Roland Garros         | 2R   | 3R   | 3R   | 3R  | 3R   | 2R   | 1R   | 2R  | 2R   | 3R   | 3R   | 2R  |      | 17-12  |
| Wimbledon             | 1R   | 1R   | 2R   | 1R  | 3R   | 1R   | 2R   | 3R  | 2R   | 2R   | 2R   | 1R  |      | 9-12   |
| US Open               | 1R   | 2R   | 3R   | 1R  | 2R   | 2R   | 2R   | –   | 2R   | 1R   | 1R   | 3R  |      | 9-11   |
| Winst-verlies         | 2–4  | 3–4  | 6-4  | 4–4 | 5–4  | 3-4  | 4–4  | 5–3 | 4-4  | 3–4  | 3–4  | 5-4 | 0-1  | 47-48  |
| ATP World Tour Finals |      |      |      |     |      |      |      |     |      |      |      |     |      |        |
| ATP World Tour Finals | –    | –    | –    | –   | –    | –    | –    | –   | –    | –    | –    | –   |      | 0-0    |
| Olympische Spelen     |      |      |      |     |      |      |      |     |      |      |      |     |      |        |
| Olympische Spelen     | g.t. | g.t. | g.t. | –   | g.t. | g.t. | g.t. | –   | g.t. | g.t. | g.t. | –   | g.t. | 0-0    |
| Statistieken          |      |      |      |     |      |      |      |     |      |      |      |     |      |        |
| Totaal aantal titels  | 0    | 2    | 1    | 2   | 5    | 3    | 2    | 1   | 5    | 1    | 4    | 3   | 0    | 20     |
| Eindejaarsranking     | 88   | 41   | 28   | 26  | 23   | 24   | 31   | 34  | 16   | 24   | 22   | 30  |      | n.v.t. |